# Rolf Kaarby
Rolf Kaarby   (Hof, 6 d'octubre de 1909 - 7 de març de 1976) va ser un esquiador de combinada nòrdica noruec que va competir durant la dècada de 1930. En el seu palmarès destaca una medalla de plata al Campionat del Món d'esquí nòrdic de 1937.